# Primer Ministre de Saint Vincent i les Grenadines

Bandera de Saint Vincent i les Grenadines.

El primer ministre és el cap de govern de Saint Vincent i les Grenadines.

## Chief Ministers(1956-1969)
- Ebenezer Joshua: 1956 - maig de 1967
- Milton Cato: més de 1967 - 27 d'octubre de 1969

## Primers ministres després de la independència (1969-1979)
- Milton Cato: 27 d'octubre de 1969 - abril de 1972
- James Fitz-Allen Mitchell: abril de 1972 - 8 de desembre de 1974
- Milton Cato: 8 de desembre de 1974 - 27 d'octubre de 1979

| Nom                       | Inici del govern     | Fi del govern        |
| ------------------------- | -------------------- | -------------------- |
| Milton Cato               | 27 d'octubre de 1979 | 30 de juliol de 1984 |
| James Fitz-Allen Mitchell | 30 de juliol de 1984 | 27 d'octubre de 2000 |
| Arnhim Eustace            | 27 d'octubre de 2000 | 29 de març de 2001   |
| Ralph Gonsalves           | 29 de març de 2001   | actualitat           |